# Алданський улус

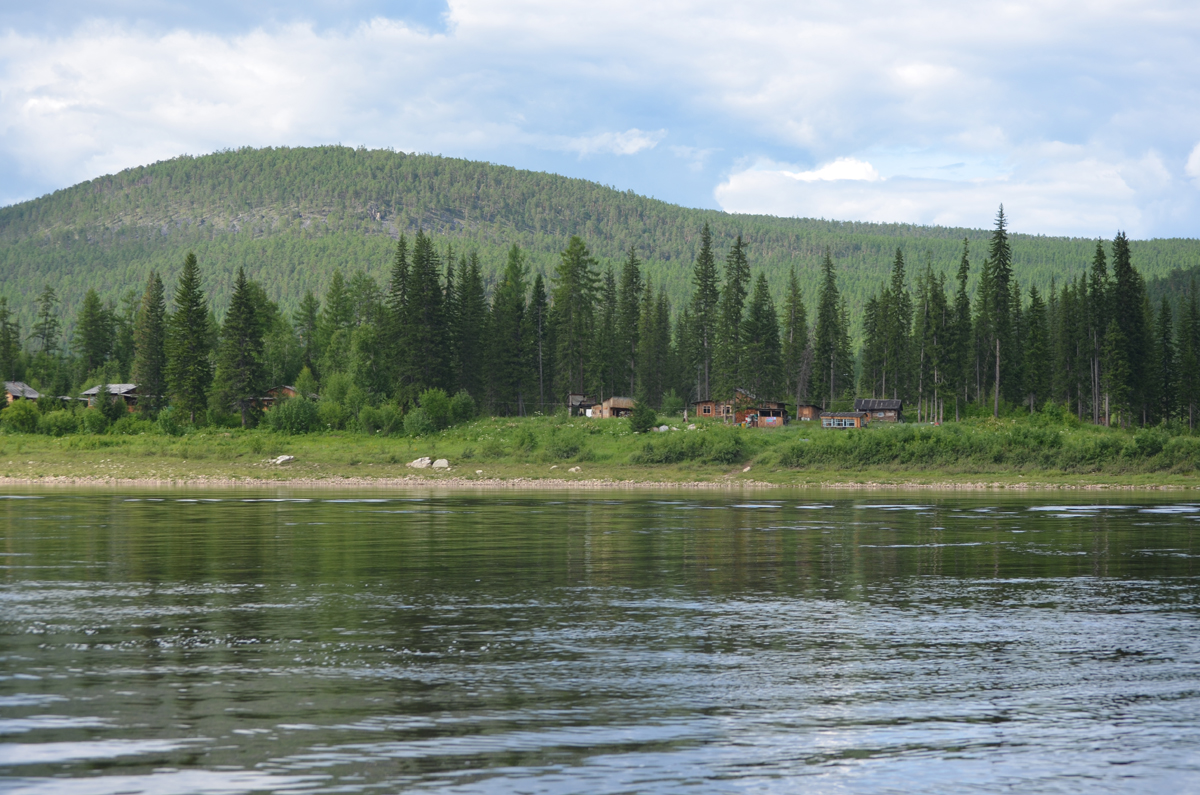

Алданський улус (якут. Алдан улууһа, рос. Алданский район) — муніципальний район на півдні Республіки Саха (Якутія). Адміністративний центр — м. Алдан. Утворений 1930 року.

## Населення
Населення району становить 42 209 осіб (2013).

## Адміністративний поділ
Район адміністративно поділяється на 19 населених пунктів у складі 4 міських та 3 сільських поселень.